# Berichtigungsanspruch (Medienrecht)
Der medienrechtliche Berichtigungsanspruch hat zum Ziel, die noch andauernden Folgen einer rechtswidrigen Tatsachenbehauptung oder Bildnisveröffentlichung zu beseitigen.
Wurde in einem Medium (z. B. Presse, Rundfunk) eine unwahre Tatsache veröffentlicht, kann der oder die Betroffene eine Berichtigung der Behauptung verlangen. Anders als beim Gegendarstellungsanspruch muss hier das Medium selbst eine Richtigstellung vornehmen, während bei der Gegendarstellung lediglich eine Stellungnahme des Betroffenen veröffentlicht werden muss.
Ein solcher Anspruch setzt eine falsche Tatsachenbehauptung voraus. Des Weiteren ist eine fortdauernde Beeinträchtigung des Persönlichkeitsrechtes des Betroffenen darzulegen. Eine Beeinträchtigung kann auch infolge einer Bildnisveröffentlichung bestehen.
Die Redaktion des Mediums ist alsdann verpflichtet, eine Berichtigung der eigenen Erklärung abzugeben, welche geeignet ist, die Beeinträchtigung der Rechte des Betroffenen zu beseitigen. Vornehmlich wird dies in Form eines Widerrufs der gesamten Behauptung, einer Richtigstellung des fehlerhaften Teils der Behauptung oder einer Distanzierung von dem verbreiteten Inhalt geschehen. Die Berichtigung hat an vergleichbarer Stelle wie die Falschmeldung zu erfolgen (dieselbe Rubrik, Sendung, Positionierung), um denselben Empfängerkreis anzusprechen.
Im Einzelfall kann der Anspruch auch auf einen erneuten Bericht gerichtet sein; wenn z. B. ausführlich über einen Strafprozess und Vorwürfe in diesem Zusammenhang berichtet worden ist, kann verlangt werden, dass auch über einen später erfolgten Freispruch berichtet wird.

## Rechtliche Grundlagen
Der medienrechtliche Berichtigungsanspruch beruht auf einer richterrechtlichen Rechtsfortbildung und wird mit der analogen Anwendung der § 823 Abs. 1 (Schadenersatzpflicht), § 1004 Abs. 1 Satz 2 (Beseitigungs- und Unterlassungsanspruch) i. V. m. § 249 Abs. 1 (Art und Umfang des Schadensersatzes) BGB begründet. Je nach Sachverhalt können auch die § 824 (Kreditgefährdung) und § 826 (Sittenwidrige vorsätzliche Schädigung) BGB einschlägig sein. Der Anspruchsteller muss im Zweifel vor Gericht beweisen, dass die behauptete Tatsache unwahr ist und dass durch die Behauptung eine fortdauernde Beeinträchtigung besteht, die durch die verlangte Berichtigung beseitigt werden kann.
Die Rechtsverletzung durch eine unwahre Tatsachenbehauptung kann über Jahre hinweg andauern und erledigt sich in der Regel nicht. Durch eine Gegendarstellung oder eine Unterlassungsverpflichtung wird die Rechtsverletzung nicht beseitigt; der Berichtigungsanspruch kann daher, ebenso wie Schadensersatzansprüche, neben den anderen Ansprüchen geltend gemacht werden.